# Bar-El-Gazal Ocidental
Bar-El-Gazal Ocidental  (em árabe: غرب بحر الغزال, transliterado: Gharb Bahr al Ghazal) é um estado do Sudão do Sul. Faz igualmente parte da região tradicional de Bar-El-Gazal. Possui uma área de 93 900 km² e uma população de 333 431 habitantes de acordo com o censo de 2008.

## Principais cidades
- Uau é a capital do estado.
- A cidade de Raga está localizada na parte ocidental do estado.
- A cidade de Acongeong está localizada ao nordeste de Uau.
- A cidade de Deim Zubeir está localizada na parte central do estado.

## Divisão administrativa
O estado de Bar-El-Gazal Ocidental está subdividido em três condados
| - Rio Jur - Raga - Uau |